# 王堯封 (弘治進士)
王堯封（1478年—？），字伯圻，號南皋，直隸保定府定興縣人，民籍，明朝政治人物。

## 生平
順天府鄉試第七十九名舉人。弘治十八年（1505年）中式乙丑科三甲第二十名進士。初授襄阳府推官，正德四年闰九月授貴州道試御史，巡按浙江。十四年十月升顺天府府丞，嘉靖初任山东巡抚，在任九年，升左副都御史、巡抚如故。八年八月，改巡视浙江福建沿海地方，总理两省海陆盗贼事情。十二月以病請告，上责其公事未一经理，輙以私情奏渎，有负简命，令革职闲住。升浙江左布政使胡琏为都察院右副都御史代之。十一年起复巡抚陕西、都察院右副都御史，十三年五月改南京都察院提督操江，升南京工部右侍郎，十五年十月参与会推宣大总督，未选上，改任户部右侍郎，不久代替倉場总督户部尚書张云管理倉場。十六年十二月升都察院右都御史，十七年四月升户部尚书、总督仓场、提督西苑农事，十一月因太仓银库出事，被下旨切责，勒令致仕。二十一年十二月起任南京兵部尚书参赞机务，二十二年三月南京科道官张汝栋等合疏言致仕户部尚书王尧封才守并劣，不足当留都参赞机务之任，诏罢尧封不用。。

## 家族
曾祖王興；祖父王得辛；父王諒，母韋氏，封太淑人。具庆下。兄堯卿、弟堯咨。